# Döme Sztójay
Döme Sztójay, nacido como Demeter Sztojakovich, ( 5 de enero de 1883-22 de agosto de 1946) fue un soldado y diplomático húngaro, fue primer ministro de Hungría durante la Segunda Guerra Mundial. En Hungría, se coloca el apellido antes del nombre, de manera que en su país de origen sería Sztójay Döme.

## Biografía

### Juventud y primeros años en el ejército
Nacido en Versec en una familia serbia, Sztójay se alistó joven en el Ejército austrohúngaro y sirvió como coronel durante la Primera Guerra Mundial. Tras la guerra, Sztójay se unió al ejército contrarrevolucionario del almirante Miklós Horthy, especializándose en contraespionaje. Fue ascendido a general después de que Horthy se convirtiera en regente de Hungría y estuvo destinado en Berlín como agregado militar de 1925 a 1933. Cambió su nombre, de Sztojakovich a Sztójay, en 1927. De 1933 a 1935, sirvió en el Ministerio de Defensa en calidad de oficial del Estado Mayor. Forjó estrechos lazos con los grupos de oficiales extremistas revisionistas cercanos al Estado Mayor alemán.

### Embajador en Alemania
A finales de 1935, Sztójay fue nombrado embajador en Alemania por Gyula Gömbös , puesto que mantuvo hasta 1944. Durante su embajada, Sztójay formó fuertes lazos con el Ministerio de Exteriores alemán debido a sus opiniones proalemanas y profascistas. Durante este periodo, Sztójay a menudo mostró su apoyo a las políticas alemanas ante sus superiores en Hungría y simpatizó con la postura alemana más que con la de su primer ministro. Como firme partidario del nacionalsocialismo y veterano agregado militar en Berlín, facilitó la cooperación entre el alto mando alemán y el húngaro en la segunda mitad de la década de 1930. Por iniciativa propia y sin autorización del Ministerio de Exteriores, a principios de 1937 propuso al ministro de Defensa alemán la preparación de planes de campaña conjuntos contra Checoslovaquia y continuó sugiriendo conversaciones entre los Estados Mayores durante el año y medio siguiente. A comienzos de abril de 1941, días antes de la invasión de Yugoslavia, propuso junto con el ministro de Defensa húngaro, que los alemanes provocasen un incidente entre Yugoslavia y Hungría para facilitar la participación de esta en la inminente campaña militar contra Belgrado.

### Primer ministro

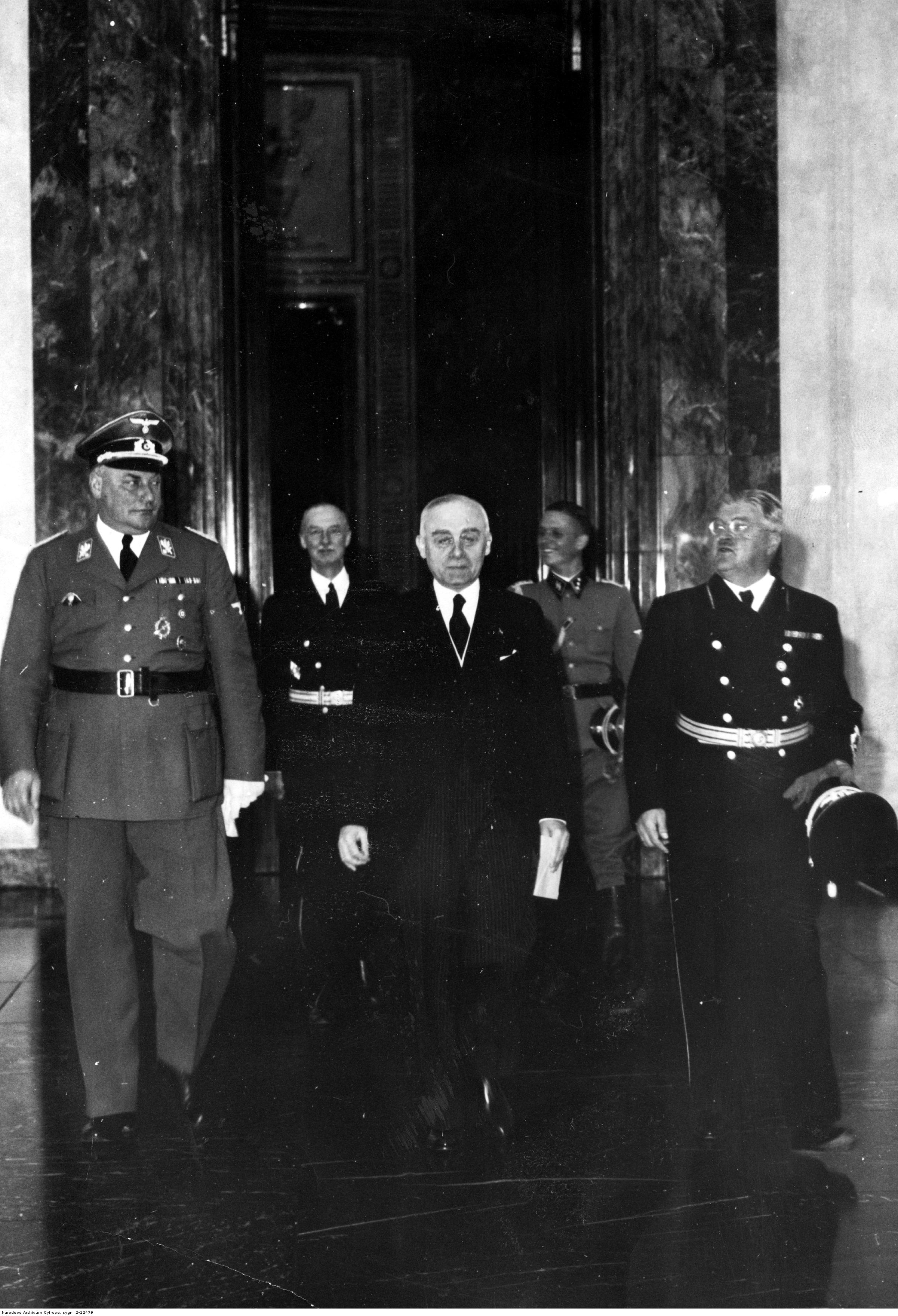
El embajador húngaro en Berlín, Döme Sztojay (centro) visita a Adolf Hitler. Junto a él el obergruppenführer Brueckner (primero por la izquierda) y el secretario de Estado Otto Meissner (derecha).

El 19 de marzo de 1944, el Ejército alemán ocupó Hungría, depuso al primer ministro Miklós Kállay y obligó al regente Miklós Horthy a escoger uno nuevo. El plenipotenciario alemán en Hungría, Edmund Veesenmayer, propuso a Béla Imrédy, pero Horthy rechazó la idea y sugirió a Sztójay. Horthy creyó que Sztójay, como soldado húngaro, no cedería completamente a las presiones alemanas. Los alemanes aprobaron gustosamente la elección de Horthy y, el 3 de marzo, Sztójay fue nombrado primer ministro y ministro de Asuntos Exteriores.
Como primer ministro, Sztójay fue esencialmente un títere del Tercer Reich. Compuso su gabinete con fascistas como Béla Imrédy, legalizó el Partido de la Cruz Flechada (fascista) de Ferenc Szálasi, aumentó el número de tropas húngaras en el frente oriental, disolvió los sindicatos, encarceló adversarios políticos y desató una dura represión contra los políticos y activistas de izquierdas. Sztójay llevó a cabo por iniciativa propia persecuciones masivas de judíos, que se convirtieron a los dos meses en deportaciones a campos de concentración. Horthy pronto quedó horrorizado con las acciones de Sztójay y reclamó su destitución de la Presidencia del Gobierno, pero Adolf Hitler lo rechazó de plano. Sin darse por vencido, el regente utilizó su influencia para detener las deportaciones de judíos húngaros y para forzar la expulsión del gabinete de Imrédy el 7 de agosto. Poco después del cambio de bando de Rumanía, el 29 de agosto Horthy destituyó a Sztójay y formó un Consejo de Ministros fundamentalmente militar, presidido por el general Géza Lakatos. Sztójay había accedido a dimitir la tarde de 24, cuando se hallaba ingresado por enfermedad. Horthy lo sustituyó por Lakatos para tener al frente del Consejo de Ministros un presidente más favorable a los Aliados y menos filogermano, aunque la sustitución se anunció días más tarde. Sztójay no fue repuesto como primer ministro cuando los alemanes apartaron a Horthy del poder en octubre de 1944. 
Sztójay huyó de Hungría cuando el ejército soviético expulsó a los alemanes del país en abril de 1945. Fue capturado más tarde por tropas estadounidenses y entregado a Hungría en octubre de 1945, donde fue juzgado por un tribunal popular comunista en Budapest. Fue declarado culpable de crímenes de guerra y contra el pueblo húngaro, sentenciado a muerte y fusilado en la capital húngara en 1946.